# 읽씹 안읽씹
〈읽씹 안읽씹〉은 2020년 발매된 장민호의 디지털 싱글이다. 프로듀서로도 두각을 나타내고 있는 절친한 후배 가수 영탁이 만든 이 곡은 문자를 무시당하는 상황을 재치 있게 그려낸 가사, 신나는 리듬과 신스 기반에 남성적인 일렉기타 사운드가 더해진 댄스 트로트곡이다.

## 수록곡
전체 작사: 영탁, 지광민. 전체 작곡: 영탁, 지광민
| #  | 제목                                 | 재생 시간 |
| -- | ------------------------------------ | --------- |
| 1. | 〈읽씹 안읽씹 (Prod. 영탁)〉         | 2:48      |
| 2. | 〈읽씹 안읽씹 (Prod. 영탁) (Inst.)〉 | 2:48      |

## 크레딧
- Producer 영탁
- Guitars 장재원
- Synth 지광민
- Chorus 김현아, 영탁

## 같이 보기
- 드라마 (장민호의 음반)
- 남자는 말합니다
- 사는 게 그런 거지